# Промисловість у космосі
Промисловість у космосі — це економічна діяльність у відкритому космосі, у тому числі: видобування корисних копалин з астероїдів, космічне виробництво, космічна торгівля, будівництво здійснюване в космосі, наприклад будівництво космічних станцій, космічна утилізація та космічна реклама.
Космічні промислові зусилля зараз (2020-і роки) перебувають у зародковому стані. Більшість таких розробок, потребували б значної довготривалої присутності людини в космічному просторі та відносно недорогого доступу до космосу. Більшість пропозицій також, вимагатимуть технологічних та інженерних досягнень у таких галузях, як робототехніка, сонячна енергетика та Система життєзабезпечення в пілотованих польотах космічних апаратів.
Деякі дослідники стверджують, що для підтримки дослідження глибокого космосу, потрібно створення Міжнародного банку.

## Обслуговування супутників на орбіті[en]
Хоча обслуговування супутників теоретично розглядалося з перших днів, коли люди здобули здатність до космічних польотів, у перші десятиліття було зроблено мало.
Термін зазвичай, розглядається як автономне або телероботичне обслуговування супутника за допомогою роботизованого космічного корабля, але може також означати обслуговування, яке здійснюється людьми-астронавтами, наприклад, повторне та регулярне обслуговування Міжнародної космічної станції (МКС). 
Ідея обслуговування КА на орбіті не є новою та повністю неопрацьованою. НАСА має надзвичайно успішні факти, в тому числі з відновленням працездатності КА, виконання поетапних спеціальних робіт з модернізації космічного телескопу Хаббл або захоплення КА Intelsat 603 та встановлення реактивної установки на його борту під час місії STS-49. Створення та забезпечення експлуатації МКС, є видатним прикладом постійно збільшуваних можливостей використання орбітальних засобів. Впродовж проведення спільного експерименту «Orbital Express program», організованого DARPA та NASA, було успішно здійснено роботизоване дозаправлення пального на низькій орбіті. Наступними проєктами є Restore-L, демонстраційна місія НАСА з технічного обслуговування КА на низькій орбіті та проект від DARPA Robotic Servicing of Geosynchronous Satellites program (RSGS,програма роботизованого технічного обслуговування КА на геосинхронних орбітах).
За оцінками експертів поточний стан розвитку технологій орбітального сервісу визначено на рівень TRL6 та таким, який дозволить комерційне використання технологій у найближчі 5–6 років.
До можливих завдань орбітального сервісу, можна зарахувати наступні дії:
- інспекції КА;
- уникнення зіткнень;
- осучаснення (переломним кроком у розвитку сервісних апаратів та послуг став успішний запуск Nortrop Grumann в грудні 2019 р. апарата MEV-1[en], що здійснив 25 лютого 2020 р. перше в світі, успішне стикування на навколоземній орбіті із задавненим телекомунікаційним супутником «Intelsat 901»);
- монтаж двох або більше об’єктів задля утворення нового більшого об’єкта, або розширення можливостей наявного (ORBITAL RECOVERY (Велика Британія) -- один з піонерів розробки апаратів продовження орбітального життя супутників. Апарат ConeXpress[en] (CX-OLEV — ConeXpress Orbital Life Extension Vehicle) може збільшити термін служби великих геостаціонарних супутників на термін до 12 років);
- дозаправлення та поповнення запасів (проєкт RESTORE-L щодо створення спеціалізованого апарата на платформа «Maxar» класу 1300[en]. Пуск апарата планується на 2023 рік для відновлення та дозаправлення супутника «Landsat 7»);
- додаткові можливості удосконалення та корегування орбіти, міжорбітальні переміщення, трансфер на орбіту захоронення або деорбітування (наприклад, ЄКА оголосило про створення апарата, який досягне астероїдів Didymos і Dimorphos в 2026 році та здійснить зміну їхньої траєкторії (місія DART). Кінцевою метою місії, є відпрацювання техніки відхилення астероїдів апаратом програми та комерціалізація технології);

Ключові гравці :
- HERMES (Georing, Contraves Space[en], OHB[en] консорціум Греція, Швейцарія, Німеччина, контракт з Arabsat);
- ЦНДІ МАШ[ru] (РФ);
- РККРКК «Енергія» (РФ) проєкт «Пором»;
- Добровільний консорціум CONFERS (Consortium for Execution of Rendezvous and Servicing Operations) разом з NASA, DOD, AIAA (American institute of Aeronautics and Astronautics).

В Україні також існують передумови для створення в стислі терміни космічного апарата – міжорбітальної сервісної платформи (МСП), що має науково-технічний і комерційний потенціал. Такими передумовами насамперед є:
-- наявність надійних ракетоносіїв власної розробки і виробництва ( «Дніпро», «Циклон-4»)
-- наявність досвіду проектування АКБ «Кречет»
-- наявність можливості використання в складі МСП відпрацьованих і експлуатованих в складі різних виробів основних блоків
-- наявність виробничо-конструкторського досвіду і кадрового потенціалу.

## Орбітальне зварювання[en]
Процес орбітального зварювання був винайдений більше 50 років тому, для вирішення проблем помилок оператора при аргонодуговому зварюванні.
Важливим стратегічним напрямком розвитку зварювальних і електрометалургійних технологій, стала розробка принципово нових автоматизованих систем керування процесами зварювання, установками й механізованими лініями з використанням комп'ютерної і мікропроцесорної техніки, створення зварювальних роботів.

## Гірничі роботи на астероїдах
Освоєння астероїдів передбачає видобуток мінеральної сировини в космічних тілах головного поясу астероїдів і особливо з надр навколоземних астероїдів.